# Bergnäva
Bergnäva (Erodium manescavii) är en näveväxtart som beskrevs av Cosson. Enligt Catalogue of Life ingår Bergnäva i släktet skatnävor och familjen näveväxter, men enligt Dyntaxa är tillhörigheten istället släktet skatnävor och familjen näveväxter. Arten förekommer tillfälligt i Sverige, men reproducerar sig inte. Inga underarter finns listade i Catalogue of Life.